# 85E busz (Budapest)
A budapesti 85E jelzésű autóbusz a Kőbánya-Kispest és az Örs vezér tere között közlekedik. A vonalat a Budapesti Közlekedési Zrt. üzemelteti.

## Története
A 2008-as paraméterkönyvben a 85-ös gyorsjárat a 85E jelzést kapta. 2008-ban csak 1 darab Volvo 7700A típusú busz közlekedett ezen a vonalon, de pár hónap múlva megszüntették az alacsony padlós szolgáltatást. 2008. december 29-étől a KöKi Terminál bevásárlóközpont építési munkálatai miatt megszűnt a Kőbánya-Kispestnél lévő autóbusz-végállomás, helyette a buszok a korábbi P+R parkoló helyén kialakított ideiglenes végállomásra érkeztek. 2011. június 21. és október 3. között, az M3-as metróvonal Kőbánya-Kispest állomásának átépítése miatt a metróra való közvetlen átszállás érdekében, a Határ útig meghosszabbított útvonalon közlekedett. A kényelmesebb vasúti átszállás végett ideiglenesen megállt a Felüljáró megállóhelyen is, a Sibrik Miklós úti felüljáró északi oldalán. Az új autóbusz-végállomás elkészültével, október 4-étől ismét csak Kőbánya-Kispestig közlekedik.
2020. április 1-jén a koronavírus-járvány miatt bevezették a szombati menetrendet, ezért a vonalon a forgalom szünetelt. Az intézkedést a zsúfoltság miatt már másnap visszavonták, így április 6-ától újra a tanszüneti menetrend van érvényben, a szünetelő járatok is újraindultak.

## Útvonala
| Kőbánya-Kispest felé |
| Örs vezér tere M+H vá. – Fehér út – Élessarok – Dreher Antal út – Maglódi út – Kada utca – Harmat utca – Tavas utca – Bányató utca – Sibrik Miklós út – felüljáró – Vak Bottyán utca – Déli bejáró út – Kőbánya-Kispest M vá.                                  |
| Örs vezér tere felé |
| Kőbánya-Kispest M vá. – Keleti bejáró út – Vak Bottyán utca – felüljáró – Sibrik Miklós út – Bányató utca – Tavas utca – Harmat utca – Sibrik Miklós út – Mádi utca – Kada utca – Maglódi út – Dreher Antal út – Élessarok – Fehér út – Örs vezér tere M+H vá. |

## Megállóhelyei
| 0  | Kőbánya-Kispest M végállomás  | 20 | 68, 85, 93, 93A, 98, 98E, 132E, 136, 148, 151, 182, 182A, 184, 193E, 200E, 202E, 268, 282E, 284E 575, 576, 577, 578, 580, 581 S21 S36 G43 S50 G50 Z50 IC, sebesvonat, gyorsvonat, expresszvonat P+R (KöKi Terminál) P+R (Kőbánya-Kispest) |
| 4  | Bányató utca                  | 15 | 85 |
| 5  | Mélytó utca                   | 14 | 85, 117 |
| ∫  | Tavas utca                    | 13 | 68, 85, 117, 268 |
| 7  | Újhegyi sétány                | 12 | 68, 85, 117, 185, 268 |
| 8  | Sibrik Miklós út              | 11 | 68, 85, 185, 268 |
| 9  | Mádi utca                     | ∫  | 85, 185 |
| 10 | Lavotta utca                  | 10 | 85, 185 |
| 11 | Kada utca                     | 9  | 85, 95, 185, 195 |
| 14 | Kocka utca                    | 6  | 28, 28A, 37 |
| 21 | Örs vezér tere M+H végállomás | 0  | 10, 31, 32, 44, 45, 67, 85, 97E, 131, 144, 161, 161A, 161E, 168E, 169E, 174, 176E, 231, 244, 276E, 277 80, 81, 82, 82A 3, 62, 62A 410, 419, 430, 440, 441, 484, 485, 486, 505, 508, 509, 510 1040, 1049, 1070, 1075, 1077, 1078           |